# I Am the Walrus
«I Am the Walrus» (с англ. — «Я — морж») — песня группы The Beatles (1967), написанная Джоном Ленноном и юридически принадлежащая авторскому дуэту Леннон — Маккартни. Леннон утверждал, что он написал первые две строчки в кислотных трипах. Песня прозвучала в телефильме «Волшебное таинственное путешествие» и вошла в одноимённый альбом 1967 года.

## Сюжет и стихи

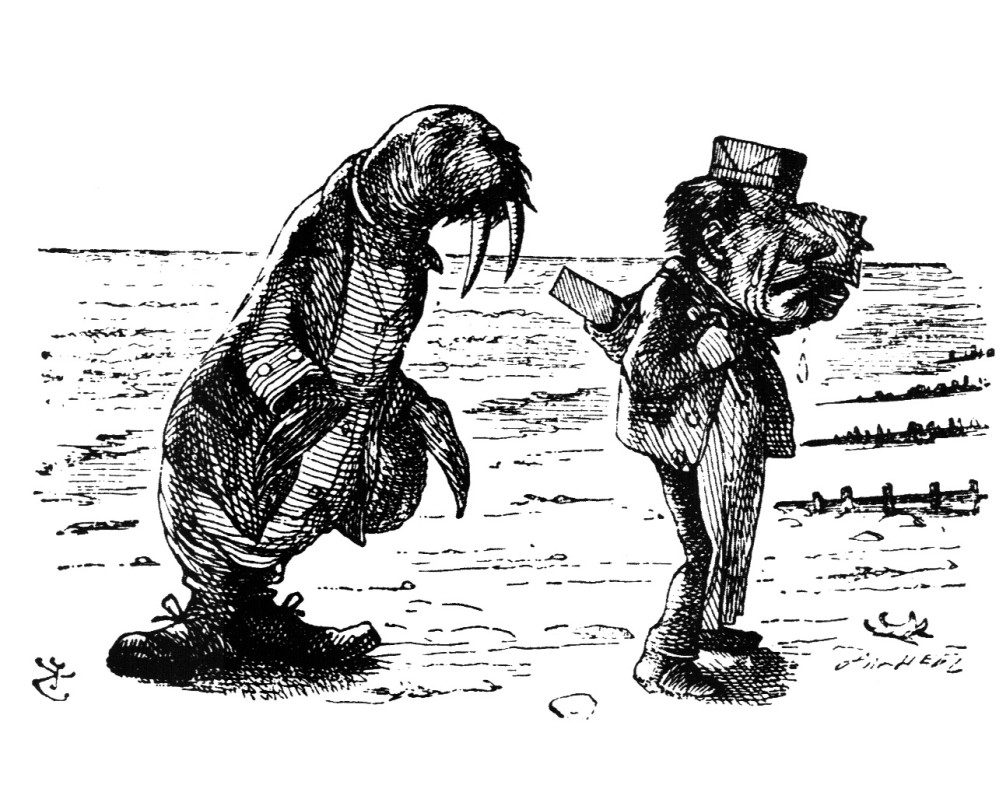
Морж и плотник из стихотворения Кэрролла

Леннон составил авангардистскую песню, объединив три песни, над которыми он работал. Когда он узнал, что преподаватель в его старой школе заставлял школьников анализировать стихи The Beatles, он добавил строфу бессмыслицы.
Морж из песни является отсылкой к моржу из стихотворения Льюиса Кэрролла «Морж и Плотник» из книги «Алиса в Зазеркалье». Впоследствии Леннон терзался тем, что поздно осознал, что в поэме морж был отрицательным персонажем.
Происхождение стихов ищут в трёх идеях песен, над которыми работал Леннон. Впервые он был вдохновлён, слушая полицейскую сирену в его доме в Вейбридже. Леннон написал строчки «Mis-ter cit-y police-man» в ритме сирены. Второй идеей была короткая рифма про Леннона, сидящего в своём саду, третьей — бессмысленный стишок о сидении на кукурузных хлопьях. Неспособный закончить идеи как три различных песни, он объединил их в одну.
Леннон получил письмо от ученика средней школы Quarry Bank, которую он посещал. Автор упомянул, что учитель английского заставлял его класс анализировать стихи Beatles (ответ Леннона, датированный 1 сентября 1967 года, был продан с лондонского аукциона Кристис в 1992 году). Леннона позабавило, что преподаватель уделял так много внимания пониманию лирики The Beatles, и он написал настолько запутывающий стих, насколько мог. Встретив своего друга и прежнего члена The Quarrymen, Питера Шоттона, Леннон спросил про стишок, который они пели детьми на детской площадке.
Шоттон вспомнил:
Yellow matter custard, green slop pie,

All mixed together with a dead dog’s eye,

Slap it on a butty, ten foot thick,

Then wash it all down with a cup of cold sick.
Леннон позаимствовал пару слов, добавил три незаконченных идеи, и результатом стала песня «I Am the Walrus».
Леннон объяснил многое из песни журналу Playboy в 1980 году:

Первая строчка была написана во время психоделического путешествия в один выходной день. Вторая строчка была написана в следующий «кислотный трип» через неделю, и я её вставил после того, как встретил Йоко… Я видел, как Аллен Гинзберг и другие поклонники Дилана и Христа разглагольствовали о «Харе Кришна». Главным образом, я имел в виду Гинзберга. Говоря «заурядный пингвин», я подразумевал, что наивно расхаживать и распевать «Харе Кришна» и заключать всю свою веру в одном идоле. В те дни я писал расплывчато, а-ля Дилан.
Оригинальный текст (англ.)The first line was written on one acid trip one weekend. The second line was written on the next acid trip the next weekend, and it was filled in after I met Yoko... I'd seen Allen Ginsberg and some other people who liked Dylan and Jesus going on about Hare Krishna. It was Ginsberg, in particular, I was referring to. The words 'Element'ry penguin' meant that it's naïve to just go around chanting Hare Krishna or putting all your faith in one idol. In those days I was writing obscurely, à la Dylan.

Мне в голову не приходило, что Льюис Кэрролл критиковал капиталистическую систему. Я не удосужился вникнуть в то, что он подразумевал на самом деле, как это делают люди с работами Beatles. Позже я вернулся к той истории и понял, что морж в ней был плохим парнем, а плотник — хорошим. Я подумал: «О, чёрт, я выбрал не того парня». Я должен был сказать: «I am the carpenter» («Я — плотник»). Но это было бы совсем не то, верно? [Поёт со смехом] «I am the carpenter…».
Оригинальный текст (англ.)It never dawned on me that Lewis Carroll was commenting on the capitalist system. I never went into that bit about what he really meant, like people are doing with the Beatles' work. Later, I went back and looked at it and realized that the walrus was the bad guy in the story and the carpenter was the good guy. I thought, Oh, shit, I picked the wrong guy. I should have said, 'I am the carpenter.' But that wouldn't have been the same, would it? [Sings, laughing] 'I am the carpenter...
Некоторые полагали, что первая строчка, «I am he as you are he as you are me and we are all together», является пародией на первую строчку народной песни «Marching to Pretoria»: «I’m with you and you’re with me and we are all together».
Песня также содержит восклицание «goo goo g’joob», причём «koo koo g’joob» ясно слышно во втором куплете. Существуют различные гипотезы относительно происхождения и значения восклицания. Одна из версий, что фраза была получена из подобного «koo koo ka choo» в песне «Mrs. Robinson» группы Simon and Garfunkel, написанной в 1967 году. Однако фильм The Graduate, где «Mrs. Robinson» появилась впервые, вышел в декабре 1967, месяцем после «I Am the Walrus», а саундтрек к The Graduate (который содержал только фрагменты заключительной версии «Mrs. Robinson») появился только в январе 1968 года.
В «Поминках по Финнегану» Джеймса Джойса содержатся слова «googoo goosth» — наверху страницы 557 написано следующее:
…like milk-juggles as if it was the wrake of the hapspurus or old Kong Gander O’Toole of the Mountains or his googoo goosth she seein, sliving off over the sawdust lobby out of the backroom, wan ter, that was everywans in turruns, in his honeymoon trim, holding up his fingerhals…
В конце песни звучит фрагмент из спектакля по «Королю Лиру» Шекспира (Акт IV, Сцена VI), который был добавлен в песню напрямую из радио, транслировавшего радиопередачу пьесы по BBC Home Service (или, возможно, третьей программе Би-би-си). Большая часть слышимого диалога, постепенно затухающая, — сцена убийства Освальда, включающая его слова: «O смерть безвременная!», что стало ещё одним вкладом в городскую легенду о смерти Пола Маккартни.

## Запись
После смерти Брайана Эпстайна The Beatles собрались в доме Пола Маккартни 1 сентября 1967 года, где было принято решение продолжить работу над проектом Magical Mystery Tour.
Четыре дня спустя (5 сентября) они начали работу над одним из самых главных номеров для саундтрека — сюрреалистическим шедевром Джона Леннона I Am The Walrus.
Во время этой сессии, которая началась в 19:00 и закончилась в 01:00 на следующее утро, было записано шестнадцать дублей ритм-трека. Леннон играл на электропиано The Pianet, Маккартни играл на бас-гитаре на начальных дублях, позже переключившись на бубен, в то время как Джордж Харрисон был на электрогитаре, а Ринго Старр играл на барабанах. Леннон также пел лид-вокал, чтобы группе было легче играть. На данном этапе песня включала дополнительный такт до куплета «Yellow matter custard», который вызывал у группы небольшие затруднения во время исполнения. Они были должны играть до-мажорный септаккорд во время этого такта как переход назад к куплету, как можно слышать на Anthology 2, но им было несколько трудно запомнить смену. Такт был в конечном итоге удалён во время стадии редактирования. В конечном счёте группа записали удовлетворительную версию — дубль 16, который получил дальнейшие наложения на следующий день. Дубль 16 включал бубен на первой дорожке, электрогитару на второй дорожке, барабаны на третьей и электропиано на четвёртой.
Запись песни продолжалась на следующий день (6 сентября). В этот же день записали две песни Blue Jay Way и The Fool on the Hill.
Первая задача состояла в том, чтобы создать промежуточный микс, чтобы освободить место на плёнке для дальнейших наложений. Этот микс был пронумерован как дубль 17 и объединил записанные в предыдущий день электропиано, электрогитару, бубен и барабаны. Пол МакКартни затем записал партию бас-гитары, а Ринго Старр добавил дополнительный малый барабан, оба играли одновременно для третьей дорожки четырёхдорожечной плёнки, а Джон Леннон наложил свой лид-вокал на четвёртую дорожку. Затем было сделано четыре мономикса в качестве опорных, только последний из них был полным. Потом были нарезаны ацетатные диски, и один из них использовался как фонограмма во время съёмок фильма Magical Mystery Tour позже в этом же месяце. Несмотря на это, песня была далека от завершения, и требовала многих других наложений и правок.
27 сентября была записана оркестровая аранжировка Джорджа Мартина.
Сессионные музыканты записывались одновременно с промежуточным миксом. Потребовалось семь попыток, пронумерованных как дубли 18-24. 20-й дубль был признан лучшим. Заключительные четыре дубля были отрывками меньше продолжительности песни. В составе музыкантов были: скрипачи Сидни Сакс, Джек Ротштейн, Ральф Элман, Эндрю МакГи, Джек Грин, Луи Стивенс, Джон Джеззард и Джек Ричардс; виолончелисты Лайонел Росс, Элдон Фокс, Брэм Мартин и Терри Вейл; кларнетист Гордон Льюин; и трубачи Нил Сандерс, Тони Тансталл и Моррис Миллер. Вторая сессия дня прошла в Студии Один с 19:00 до 03:30. На ней были сделаны хоровые наложения, и началась она с промежуточного микса 20-го дубля, который стал 25-м дублем.
29 сентября было сделано семнадцать новых мономиксов I Am The Walrus. Они были пронумерованы 6-22, и только два — миксы 10 и 22 — были полными. В микс 22 была включена прямая трансляция радиопостановки «Короля Лира» Уильяма Шекспира на BBC Third Programme. Постановка была записана 24 августа 1967 года с участием Марка Дигнэма в роли Глостера, Филипа Гарда в роли Эдгара и Джона Брининга в роли Освальда, в микс попал фрагмент акта IV сцены VI. Затем вместе были соединены миксы 10 и 22, результат стал известен как ремикс моно 23. Склейку можно услышать на 2:04. В мономиксах вступление состояло из четырёх долей — две лишних было убрано, однако на данном этапе всё ещё присутствовал дополнительный такт перед строчкой «Yellow matter custard» (на 1:34-36). Этот микс был выпущен на американском сингле.

## Музыка
Специфическая особенность гармонии в этой песне — использование в ней только мажорных трезвучий и септаккордов (с обращениями). Джордж Мартин написал оригинальную аранжировку песни, с участием ансамбля медных духовых инструментов, скрипок, виолончелей и вокального ансамбля. По словам Пола Маккартни, инструкции Мартину относительно аранжировки давал Леннон. Профессиональный вокальный ансамбль The Mike Sammes Singers пропевал отдельные фразы «Ho-ho-ho, hee-hee-hee, ha-ha-ha», «oompah, oompah, stick it up your jumper!», «got one, got one, everybody’s got one», добавляя пронзительные возгласы.

## Фонограмма
Основная фонограмма аккомпанемента «I Am the Walrus» была выпущена в 1996 году на Антологии 2.
Оригинальная стереоверсия 1967 года имеет интересную особенность: почти точно на второй минуте песни микс изменяется с обычного стерео на «fake stereo», с большинством баса на одном канале и большинством высоких частот на другом. Звук, кажется, блуждает слева направо, постепенно ослабевая. Причина такого изменения в миксе в том, что радиопередача была вставлена в ходе моно-сведения. Американский мономикс также включает дополнительный такт музыки перед словами «yellow matter custard» — ранний, перезаписанный микс песни, выпущенный на Антологии Beatles 2, где Джон поёт слова «Yellow mat…» слишком рано — это место было вырезано. Моно-версия начинается аккордом с четырьмя ударами, в то время как стереомикс отличается шестью ударами на начальном аккорде.
В 2006 году первоначальная стереоверсия полной песни (от начала до конца, включая ранее записанную в «fake stereo» вторую половину) была выпущена в альбоме The Beatles Love. Она отличается тем, что во вступлении участвуют виолончели из «A Day in the Life», а в коде усилены шумы толпы от живой работы The Beatles.

## Участники записи
- Джон Леннон — вокал, электрическое фортепиано, меллотрон, тамбурин
- Пол Маккартни — бас-гитара
- Джордж Харрисон — электрогитара
- Ринго Старр — барабаны
- Джордж Мартин — оркестровщик, режиссёр и продюсер
- Сессионные музыканты — струнные, медные и деревянные духовые инструменты
- Mike Sammes Singers — бэк-вокал
- Джефф Эмерик — инженер звукозаписи
- Смикшировано Джеффом Эмериком и Джоном Ленноном

## Критика
Приём критиками песни после выпуска был положителен:
- «Джон рычит бессмысленные (и иногда наводящие на размышления) строки, поддержанные сложной аранжировкой скрипок и виолончелей. Чтобы вникнуть в песню, надо её сначала несколько раз послушать». — Дерек Джонсон, NME, 18 ноября 1967 года.
- «В мире „Алисы в Стране чудес“ теперь и вы можете почти воочию представить Джона, сидящего на пустынном берегу и поющего „I am the Walrus“ для красивых караванов от горизонта под аккомпанемент звуков The Beatles, подобный дверному звонку и кому-то, распиливающему деревянную доску. Фантастическая песня, с которой вы должны будете прожить некоторое время, чтобы полностью её оценить». — Ник Логан, NME, 25 ноября 1967 года.

## Интерпретация
Несмотря на тот факт, что Джон Леннон написал эту песню как ответ его alma mater, пытающейся искать смысл в песнях Beatles, «I Am the Walrus» часто интерпретируется публикой. Музыкальный критик Иэн Макдональд интерпретировал песню как скрытое, сердитое заявление Леннона против жёсткости и лицемерия английской жизни и культуры в то время, особенно системы образования, которая, как чувствовал Леннон, подавляла его собственный творческий потенциал в юности.

## Значение
Британский журнал New Musical Express включил данную композицию в свой список «500 величайших песен всех времён», разместив её в нём на 450-й позиции.